# Seleção da República Democrática do Congo de Voleibol Masculino
A seleção da república democrática do congo de voleibol masculino é uma equipe do continente africano, composta pelos melhores jogadores de voleibol do República Democrática do Congo. É mantida pela Federação de Voleibol da República Democrática do Congo. Encontra-se na 46ª posição do ranking mundial da FIVB segundo dados de setembro de 2021.